# Escalada nuclear
La escalada nuclear es el fenómeno que en estrategia militar se refiere al mecanismo por el cual un conflicto pequeño o moderado puede acabar convirtiéndose en una guerra nuclear de destrucción total. Se basa en el mecanismo de acción-reacción, pero con un aumento de intensidad progresivo. A una amenaza pequeña se responde con una amenaza ligeramente superior, así indefinidamente hasta que se llega a una guerra nuclear total.
Válido durante la Guerra Fría para describir un posible escenario donde enfrentamientos regionales podían desembocar en el enfrentamiento de las dos grandes potencias (EE. UU. y URSS). Hoy día sigue siendo válido a nivel regional, puesto que el enfrentamiento directo entre Rusia y EE. UU. parece descartado.
- Datos: Q5837488